# The Last Trail (film, 1933)
Pour les articles homonymes, voir The Last Trail (homonymie).
Pour plus de détails, voir Fiche technique et Distribution.
The Last Trail (littéralement, Le Dernier Sentier) est un film américain réalisé par James Tinling, sorti en 1933.
Il s'agit de la troisième adaptation au cinéma du roman de Zane Grey The Last Trail, publié en 1909, après le film homonyme muet réalisé par Emmett J. Flynn, avec Maurice B. Flynn et Eva Novak sorti en 1921 et le remake réalisé par Lewis Seiler, avec Tom Mix et Carmelita Geraghty, tous deux déjà produits par Fox Film Corporation.

## Fiche technique
- Titre : The Last Trail
- Réalisation : James Tinling
- Assistant-réalisateur : Percy Ikerd (en)
- Scénario : Stuart Anthony (en) d'après le roman The Last Trail de Zane Grey
- Photographie : Arthur C. Miller
- Montage : Barney Wolf
- Musique : Max Wagner (en)
- Casting : Phil M. Friedman (non crédité)
- Son : Bernard Freericks
- Producteur exécutif : Sol M. Wurtzel
- Société de production :  Fox Film Corporation
- Société de distribution :  Fox Film Corporation
- Pays d'origine :  États-Unis
- Langue : Anglais américain
- Format : Noir et blanc— 35 mm — 1,37:1 — Son : Mono (Western Electric Noiseless Recording)
- Genre: Western
- Durée: 60 minutes (1 h 0)
- Dates de sortie :
  - États-Unis : 25 août 1933
  - Australie : 13 janvier 1934

## Distribution
- George O'Brien : Tom Daley
- Claire Trevor : Patricia Carter
- El Brendel : Newt Olsen
- Matt McHugh (en) : Looney McGann
- J. Carrol Naish : John Ross
- George Reed : Japonica Jones
- Lucille La Verne : Mrs. Wilson
- Ruth Warren : Sally Scott Olsen
- Luis Alberni : Pedro Gonzales
- Edward LeSaint : le juge Wilson